# Olenelloidea
Az Olenelloidea a háromkaréjú ősrákok (Trilobita) osztályához és a Redlichiida rendjéhez tartozó öregcsalád.

## Rendszerezés
Az öregcsaládba az alábbi családok tartoznak:
- Holmiidae
- Olenellidae